# 武汉市 (中华人民共和国直辖市)
武汉市，中华人民共和国已撤銷的直辖市。
1949年4月，解放军发起渡江战役，5月武汉战役期间，解放军于16和17日接管武汉三镇。22日，成立武汉市军事管制委员会；24日，武汉市人民政府成立，依照中国人民革命军事委员会及中原临时人民政府电令，以原漢口市、武昌市及汉阳县城区为武汉市辖区。6月中旬，在孝感县花园镇孙家畈办公的中共湖北省委、省政府和湖北军区机关开始分批向武汉搬迁。6月下旬，搬迁工作结束，各机关陆续在武昌挂牌办公。
中华人民共和国建国后，武汉市属中南大行政区。1953年3月，由于大行政区委员会不再是一级政权，依照政务院的决定，武汉市与其它大行政区直辖市一样，改称中央直辖市，但仍由中南行政委员会领导。1954年6月，中央人民政府委员会通过《关于撤销大区一级机构和合并若干省市建制的决定》，撤销中南行政委员会后，武汉直辖市并入湖北省，降为省辖市。